# Brécy (Cher)
Pour les articles homonymes, voir Brécy.
Brécy est une commune française située dans le département du Cher, en région Centre-Val de Loire.

## Géographie
La commune de Brécy se situe dans une plaine peu accidentée et assez continue. Elle est traversée par la route nationale 151, allant de Poitiers à Auxerre et par la route départementale 12 allant de La Chapelle-d'Angillon à Nevers. Elle est arrosée par la rivière Tripande, affluent de l'Ouatier, qui prend sa source dans les prés du Crot. Les terres peuvent se diviser en 1/10 de terres fortes et 9/10 de terres calcaires. Le sous-sol est calcaire.
Outre la culture des céréales, on peut noter la culture de pommiers et des élevages importants de volailles -entreprises Gangneron, Sitbon et Lyon. Brécy est couverte par plusieurs bois et forêts notamment la forêt domaniale des Abbayes.
La commune dépend du canton des Aix-d'Angillon ; en 2015, à la suite du redécoupage des cantons du département, elle fera partie du canton de Saint-Germain-du-Puy,.

### Climat
Pour des articles plus généraux, voir Climat du Centre-Val de Loire et Climat du Cher.
En 2010, le climat de la commune est de type climat océanique dégradé des plaines du Centre et du Nord, selon une étude du CNRS s'appuyant sur une série de données couvrant la période 1971-2000. En 2020, Météo-France publie une typologie des climats de la France métropolitaine dans laquelle la commune est exposée à un climat océanique altéré et est dans la région climatique  Centre et contreforts nord du Massif Central, caractérisée par un air sec en été et un bon ensoleillement. 
Pour la période 1971-2000, la température annuelle moyenne est de 11 °C, avec une amplitude thermique annuelle de 15,7 °C. Le cumul annuel moyen de précipitations est de 765 mm, avec 11,5 jours de précipitations en janvier et 7,6 jours en juillet. Pour la période 1991-2020, la température moyenne annuelle observée sur la station météorologique la plus proche, située sur la commune de Farges-en-Septaine à 6 km à vol d'oiseau, est de 11,9 °C et le cumul annuel moyen de précipitations est de 756,5 mm,. Pour l'avenir, les paramètres climatiques de la commune estimés pour 2050 selon différents scénarios d'émission de gaz à effet de serre sont consultables sur un site dédié publié par Météo-France en novembre 2022.

## Urbanisme

### Typologie
Au 1er janvier 2024, Brécy est catégorisée commune rurale à habitat dispersé, selon la nouvelle grille communale de densité à 7 niveaux définie par l'Insee en 2022.
Elle est située hors unité urbaine. Par ailleurs la commune fait partie de l'aire d'attraction de Bourges, dont elle est une commune de la couronne,. Cette aire, qui regroupe 111 communes, est catégorisée dans les aires de 50 000 à moins de 200 000 habitants,.

### Occupation des sols
L'occupation des sols de la commune, telle qu'elle ressort de la base de données européenne d’occupation biophysique des sols Corine Land Cover (CLC), est marquée par l'importance des territoires agricoles (81,8 % en 2018), une proportion sensiblement équivalente à celle de 1990 (82,1 %). La répartition détaillée en 2018 est la suivante :
terres arables (77,6 %), forêts (16,9 %), zones agricoles hétérogènes (2,7 %), prairies (1,5 %), zones urbanisées (1,4 %). L'évolution de l’occupation des sols de la commune et de ses infrastructures peut être observée sur les différentes représentations cartographiques du territoire : la carte de Cassini (XVIIIe siècle), la carte d'état-major (1820-1866) et les cartes ou photos aériennes de l'IGN pour la période actuelle (1950 à aujourd'hui).

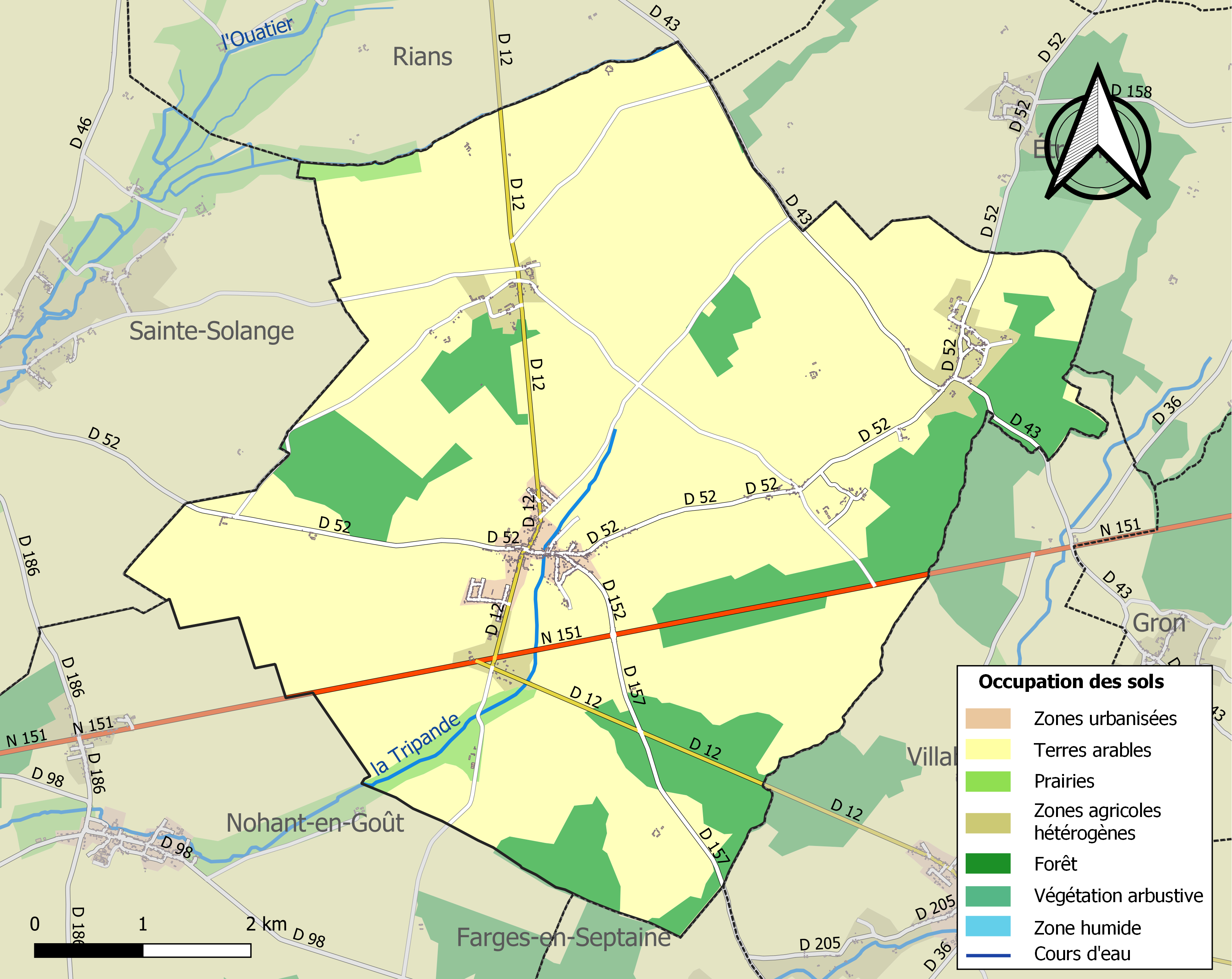
Carte des infrastructures et de l'occupation des sols de la commune en 2018 (CLC).

### Risques majeurs
Le territoire de la commune de Brécy est vulnérable à différents aléas naturels : météorologiques (tempête, orage, neige, grand froid, canicule ou sécheresse), mouvements de terrains et séisme (sismicité faible). Il est également exposé à un risque technologique, le transport de matières dangereuses. Un site publié par le BRGM permet d'évaluer simplement et rapidement les risques d'un bien localisé soit par son adresse soit par le numéro de sa parcelle.

#### Risques naturels

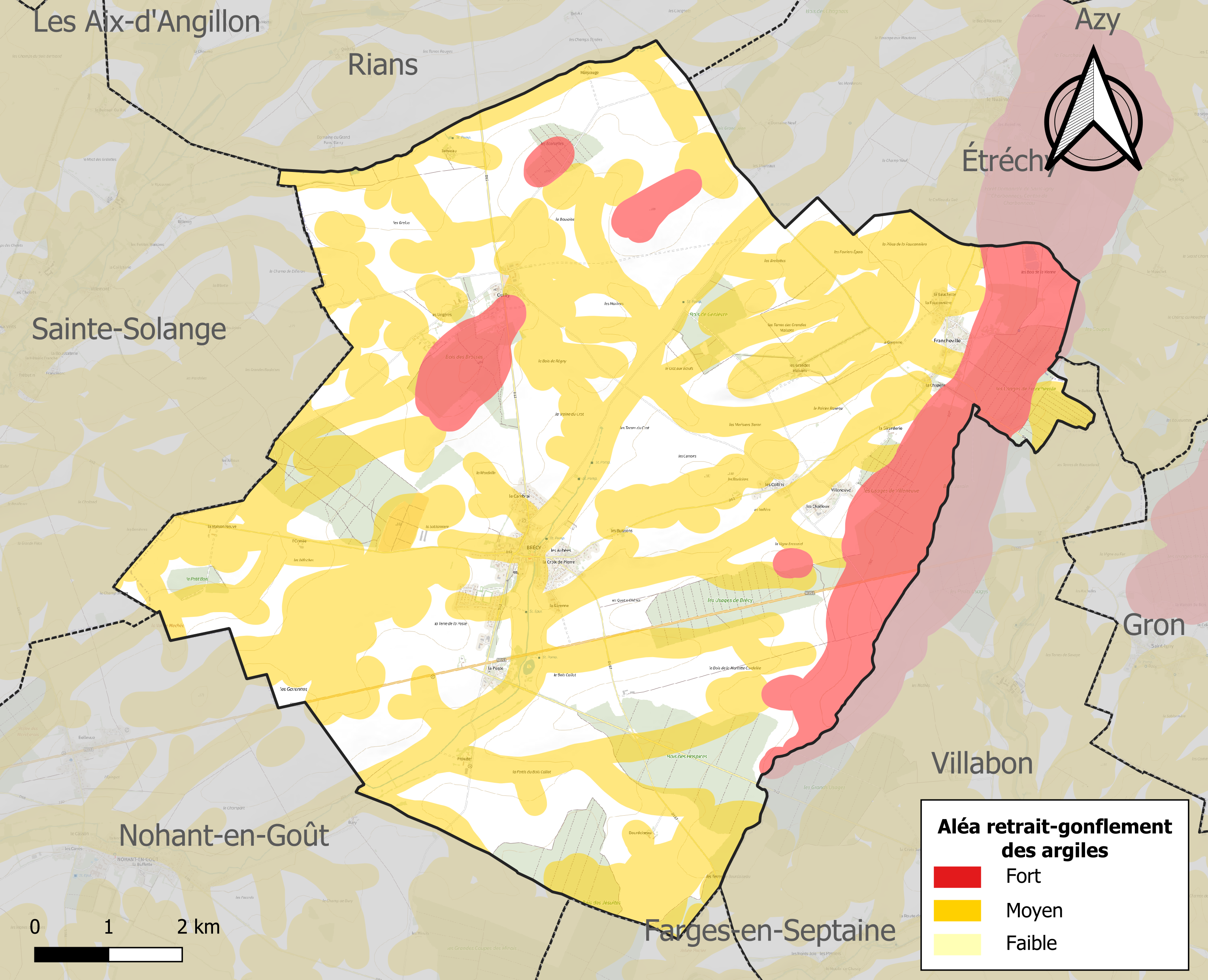
Carte des zones d'aléa retrait-gonflement des sols argileux de Brécy.

La commune est vulnérable au risque de mouvements de terrains constitué principalement du retrait-gonflement des sols argileux. Cet aléa est susceptible d'engendrer des dommages importants aux bâtiments en cas d’alternance de périodes de sécheresse et de pluie. 65,6 % de la superficie communale est en aléa moyen ou fort (90 % au niveau départemental et 48,5 % au niveau national). Sur les 425 bâtiments dénombrés sur la commune en 2019, 227 sont en aléa moyen ou fort, soit 53 %, à comparer aux 83 % au niveau départemental et 54 % au niveau national. Une cartographie de l'exposition du territoire national au retrait gonflement des sols argileux est disponible sur le site du BRGM,.
Concernant les mouvements de terrains, la commune a été reconnue en état de catastrophe naturelle au titre des dommages causés par des mouvements de terrain en 1999.

#### Risques technologiques
Le risque de transport de matières dangereuses sur la commune est lié à sa traversée par des infrastructures routières ou ferroviaires importantes ou la présence d'une canalisation de transport d'hydrocarbures. Un accident se produisant sur de telles infrastructures est en effet susceptible d’avoir des effets graves au bâti ou aux personnes jusqu’à 350 m, selon la nature du matériau transporté. Des dispositions d’urbanisme peuvent être préconisées en conséquence.

## Histoire
Si l'on consulte le numismatique, on constate que le bourg de Brécy (Breciacum) serait très ancien : découvertes de monnaies mérovingiennes sur lesquelles on lit particulièrement le mot BRECIACO. En 1155, on trouve la mention vicaria de Berciaco, en 1190 ecclesia de Berci, de 1187 à 1256 terra de Berciaco et en 1256 vigeria de Berciaco, en 1357 moulins molendinum de Bercy. Les mentions anciennes de Brécy indiquent donc que ce nom a subi une métathèse : il a existé sous les formes Berci ou Bercy dont le thème semble être Berciacus tiré du nom de famille gallo-romain BERCIUS.
Vers la fin de son règne Charles VII qui habitait presque constamment le Berry, résida plusieurs fois au Château de Brécy du Berry, notamment en 1460 comme l'attestent les ordonnances ou lettres patentes datées de ce lieu. La châtellenie de Brécy comprenait les paroisses de Sainte-Solange et Moulins sur lesquelles le seigneur avait justices haute, moyenne et basse, droits de châtellenie et sel à contrats. Le château a été rebâti au XVe siècle. Les fiefs de Billeron et de Villecomte en dépendaient. Francheville et la Girarderie se trouvent sur le territoire communal, à l'est, dans la direction d'Etréchy.
Les plus anciens seigneurs (ils s'en qualifiaient ainsi, notamment en l'an 1249) appartenaient à la maison de Nemours-Villebéon : Ursion/Orson II ou III de Villebéon-Nemours († 1242), fils ou petit-fils d'autre Ursion/Orson Ier ou II, Sr de Méréville (1165-1233), Chambellan de France, et petit-fils de Gautier, Sr de Villebéon (vers 1125-1205 ; issu de la famille Le Riche), chambellan de France, époux d'Aveline de Nemours. Brécy entra en la Maison de Linières par le mariage de Guillaume IV († ap. 1289), seigneur de Linières, avec l'héritière Jeanne de Villebéon-Nemours († vers 1268/1275), fille d'Orson III, dame de Méréville, d'Aschères et Rougemeont en Beauce, et de Brécy en Berry.
Leur fils Jean III († 1338), Sr de Linières, posséda les mêmes terres, et ses descendants en ont joui longtemps après lui, dont les Beaujeu-Amplepuis (la fille héritière de Jean V de Linières († ap. 1432), Jacqueline de Lignières, épousant Edouard de Beaujeu-Amplepuis, petit-fils de Guichard VI de Beaujeu). La châtellenie passe ensuite dans la maison de Culan(t) en deux temps :
- par une fille d'Edouard et Jacqueline, Jeanne/Anne de Beaujeu, dont le 1er mari fut le maréchal Philippe de Culan, d'où Anne de Culan, femme en 1459 de Jean II de Castelnau-Bretenoux-Caylus. Parmi leurs nombreux enfants, Marguerite de Castelnau-Caylus est la 1re femme de François de La Que(u)ille de Châteauneuf-du-Drac et transmet Brécy à leur fille Jacqueline de La Queille (-de Castelnau), sans postérité de son union avec le maréchal Robert Stuart de Darnley d'Aubigny.
- par la succession de ladite Jacqueline de La Que(u)ille, femme sans postérité du maréchal Robert Stuart de Darnley, 5e sire d'Aubigny et de La Verrerie, Brécy, avec Moulins et Ste-Solange, échut à Gabrielle d'Apcher sa cousine germaine (fille de Jacques d'Apch(i)er et de Marie de Castelnau-Caylus, cette dernière étant une des sœurs de Marguerite et tantes de Jacqueline, et donc une petite-fille de Philippe de Culan), femme en 1529 de son cousin au troisième degré Charles II, baron de Culant et de Saint-Désiré, un arrière-petit-neveu du maréchal Philippe de Culan (en tant qu'arrière-petit-fils de son frère aîné, le Grand-maître Charles de Culan). Le fils de Charles et Gabrielle, Jean III de Culan († 1605), ruiné, dut céder son fief ancestral de Culan en 1582. Au moins restait-il aux Culan la terre de Brécy en Berry !

Ladite terre et le château de Brécy furent achetés vers 1765 par Jean Charles Alexis Gauthier de Rougemont, échevin de Paris. Son fils aîné, Charles-Edme Gauthier de Brécy (1753-1836), lecteur des rois Louis XVIII et Charles X, auteur de plusieurs ouvrages dont des Mémoires, en prit le nom.
Au XXe siècle le château a appartenu à la famille de Villers, aux barons de Segondat de Montesquieu puis aux Duranel de Valois. Il est actuellement la propriété de la famille Paszkiewicz.
Brécy a une histoire religieuse assez riche. En effet une tradition dit que le meurtrier de sainte Solange, patronne du Berry, aurait été un seigneur de Brécy. Par ailleurs, de 1614 à 1618, ce château a été un site huguenot où se tenaient des assemblées de prière, desservies par les pasteurs de Sancerre, messieurs Poissonet et Alard. À côté de Francheville, le domaine de la Girarderie a été une des propriétés en Berry aux XVe et XVIe siècles de la famille Girard dont le chef Jean Girard, sieur des Bergeries, échevin de Bourges, était mort lorsque sa veuve Guyonne de Cucharmois, protestante, se réfugia à Genève, en 1551 ou 1554, avec les plus jeunes de ses douze enfants. Plusieurs descendants de cette famille restés en France ont aussi embrassé la religion réformée, notamment Étienne Girard de Chaillou qui, à la Révocation de l'Édit de Nantes était pasteur de Corbigny dans la Nièvre. Il se retira ensuite en Angleterre avec sa femme Anne Chaudrat. Guyonne mourut à Genève en 1567, non sans avoir (1560) déshérité ceux de ses enfants qui n'avaient pas embrassé la religion réformée… Dispersée à Issoudun, dans toute la France, en Savoie, en Suisse, cette famille a eu une grande postérité et donna notamment des pasteurs, jurisconsultes et autres juristes à Genève et à Lausanne.
Vers 1616, Jean Chenu, Bailli de Brécy eut à faire le procès d'une bande de présumés sorciers des paroisses de Brécy et de Sainte-Solange qui se réunissait pour le sabbat au carroi Billeron (carrefour en langue berrichonne). Quatre d'entre eux furent condamnés à mort par le bailli de Brécy. Ayant fait appel au Parlement de Paris, ils firent le voyage dans une charrette entourée d'archers des prisons du château de Brécy à la Conciergerie de Paris. Un seul Guillaume Legeret fut exécuté, pendu malgré ses 74 ans en place de Grève ; les autres furent bannis du bailliage de Brécy et de la Prévôté et Vicomté de Paris « pour le temps et espace de 9 ans » et condamnés « en la somme de 600 livres tournois, …prises solidairement sur leurs biens par égale portion envers ledit sieur de Brécy, …leur a baillé le chemin pour prison ». Le seigneur haut justicier dans la justice duquel se jugeait le procès était Louis (III) de Culant, alors mineur, pour lequel agissait sa mère Claude de Gamaches de Jussy, veuve de Jean (III) de Culant, gentilhomme ordinaire de la Chambre du roi Henri III.
Bien avant, Francheville a été une commanderie importante pour les Templiers. Membre de la Commanderie de Jussy-le-Chaudrier, nous en trouvons la preuve dans deux chartes de 1288 qui faisaient partie des archives de la seigneurie d’Avor. Les Templiers étaient au nombre de sept, y compris le commandeur, frère Guy Buriaz, précepteur de la baillie de Francheville. Un seul - frère Emard de Leront - était qualifié de chevalier parce qu'il possédait ce titre avant son entrée dans l'ordre. Les autres se nommaient frères Pierre Balart, Robert Lemoyne, Pierre de Lodes, Le Gangneour et frère Simon Cornevin.
La commanderie de Francheville ne fut plus ensuite qu'un domaine considérable avec droits seigneuriaux, chapelle, cens et rentes. Dès le XVe siècle le logis seigneurial avait disparu.
Depuis le Moyen Âge, Brécy est une étape pour le pèlerinage de Saint-Jacques-de-Compostelle.

## Politique et administration
Les habitants, qui pourraient s'appeler les Bréciens ou Berciens, aiment le vocable Brécyliens en souvenir des chroniques journalistiques du football où l'Étoile Sportive de Brécy portait haut leurs couleurs…

### Tendances politiques et résultats
| Scrutin             | Scrutin             | 1er tour | 1er tour | 1er tour | 1er tour | 1er tour | 1er tour | 1er tour | 1er tour | 1er tour | 1er tour | 1er tour | 1er tour | 2d tour | 2d tour | 2d tour | 2d tour | 2d tour | 2d tour |
| Scrutin             | Scrutin             | 1er      | 1er      | %        | 2e       | 2e       | %        | 3e       | 3e       | %        | 4e       | 4e       | %        | 1er     | 1er     | %       | 2e      | 2e      | %       |
| ------------------- | ------------------- | -------- | -------- | -------- | -------- | -------- | -------- | -------- | -------- | -------- | -------- | -------- | -------- | ------- | ------- | ------- | ------- | ------- | ------- |
| Présidentielle 2017 | Présidentielle 2017 |          | FN       | 31,74    |          | LR       | 20,00    |          | EM       | 15,05    |          | LFI      | 14,68    |         | EM      | 52,05   |         | FN      | 47,95   |
| Présidentielle 2022 | Présidentielle 2022 |          | RN       | 30,35    |          | LREM     | 27,63    |          | LFI      | 15,76    |          | REC      | 7,98     |         | RN      | 51,39   |         | LREM    | 48,61   |
| Législatives 2022   | 1er                 |          | RN       | 32,21    |          | RE-Ens   | 27,91    |          | PS-Nupes | 19,94    |          | LR       | 12,58    |         | RE      | 61,51   |         | PS      | 38,49   |
| Législatives 2024   | 1er                 |          | RN       | 50,53    |          | RE-Ens   | 28,66    |          | PS-NFP   | 18,68    |          | LO       | 2,12     |         | RN      | 53,76   |         | RE      | 46,24   |

### Liste des maires
| Période                                  | Période        | Identité                    | Étiquette                | Qualité                                   |
| ---------------------------------------- | -------------- | --------------------------- | ------------------------ | ----------------------------------------- |
| Les données manquantes sont à compléter. |                |                             |                          |                                           |
| 1791                                     | 1803           | Resmond                     |                          | Officier public                           |
| 1803                                     | 1814           | Jean Cordier                |                          |                                           |
| 1814                                     | 1830           | Henri De Tullier            |                          |                                           |
| 1830                                     | janvier 1837   | Bougrat                     |                          |                                           |
| 1837                                     | septembre 1843 | Jacques Butet               |                          |                                           |
| septembre 1843                           | février 1850   | Pierre Bougrat              |                          |                                           |
| février 1850                             | juillet 1852   | André Rollet                |                          |                                           |
| juillet 1852                             | octobre 1870   | Philippe Auguste De Villers |                          |                                           |
| octobre 1870                             | janvier 1871   | Jean Rollet                 |                          |                                           |
| janvier 1871                             | mai 1871       | Pierre Bougrat              |                          |                                           |
| mai 1871                                 | mai 1879       | Henri Chéneau               |                          |                                           |
| mai 1879                                 | février 1880   | Albert De Montesquieu       |                          |                                           |
| février 1880                             | mai 1888       | Henri Chéneau               | Républicain opportuniste | Conseiller général, député du Cher (1881) |
| mai 1888                                 | mai 1892       | François Bouret             |                          |                                           |
| mai 1892                                 | février 1894   | Abel De Grossouvre          |                          |                                           |
| février 1894                             | mai 1900       | Charles Vernoy              |                          |                                           |
| mai 1900                                 | mai 1904       | Albert De Montesquieu       |                          |                                           |
| mai 1904                                 | mai 1908       | Charles Remangeon           |                          |                                           |
| mai 1908                                 | mai 1912       | Alexandre Bouret            |                          |                                           |
| mai 1912                                 | décembre 1919  | Auguste Poisson             |                          |                                           |
| décembre 1919                            | mai 1929       | Michel Duplaix              |                          |                                           |
| mai 1929                                 | octobre 1944   | Lucien Lamotte              |                          |                                           |
| octobre 1944                             | mai 1953       | Raymond Duplaix             |                          |                                           |
| mai 1953                                 | 1995           | René Millet                 |                          |                                           |
| 1995                                     | mars 2001      | Guy Cherrier                |                          |                                           |
| mars 2001                                | 2014           | Gilles Bonneau              |                          | agriculteur                               |
| mars 2014                                | en cours       | Christian Ferrand,          |                          | Agriculteur sur moyenne exploitation      |

## Démographie
L'évolution du nombre d'habitants est connue à travers les recensements de la population effectués dans la commune depuis 1793. Pour les communes de moins de 10 000 habitants, une enquête de recensement portant sur toute la population est réalisée tous les cinq ans, les populations de référence des années intermédiaires étant quant à elles estimées par interpolation ou extrapolation. Pour la commune, le premier recensement exhaustif entrant dans le cadre du nouveau dispositif a été réalisé en 2007.

En 2022, la commune comptait 969 habitants, en évolution de −1,32 % par rapport à 2016 (Cher : −2,48 %, France hors Mayotte : +2,11 %).
| 1793 | 1800 | 1806 | 1821 | 1831 | 1836 | 1841 | 1846 | 1851 |
| ---- | ---- | ---- | ---- | ---- | ---- | ---- | ---- | ---- |
| 632  | 697  | 919  | 689  | 700  | 725  | 807  | 853  | 889  |

| 1856 | 1861 | 1866 | 1872 | 1876 | 1881  | 1886 | 1891 | 1896 |
| ---- | ---- | ---- | ---- | ---- | ----- | ---- | ---- | ---- |
| 915  | 968  | 936  | 988  | 999  | 1 006 | 975  | 926  | 844  |

| 1901 | 1906 | 1911 | 1921 | 1926 | 1931 | 1936 | 1946 | 1954 |
| ---- | ---- | ---- | ---- | ---- | ---- | ---- | ---- | ---- |
| 801  | 817  | 773  | 711  | 647  | 669  | 609  | 596  | 547  |

| 1962 | 1968 | 1975 | 1982 | 1990 | 1999 | 2006 | 2007 | 2012 |
| ---- | ---- | ---- | ---- | ---- | ---- | ---- | ---- | ---- |
| 549  | 555  | 488  | 503  | 692  | 706  | 762  | 770  | 868  |

| 2017  | 2022 | - | - | - | - | - | - | - |
| ----- | ---- | - | - | - | - | - | - | - |
| 1 013 | 969  | - | - | - | - | - | - | - |

## Culture locale et patrimoine

### Lieux et monuments
- L'église - sous le vocable de saint Germain l'Auxerrois et avec saint Firmin en patron secondaire- a été remaniée à plusieurs reprises dans le style du XVe siècle : belle charpente en nef inversée, beau retable en haut relief de pierre polychrome du XVe qui provient de l'ancienne chapelle de Saint-Firmin située autrefois dans un champ à deux km du bourg et détruite en 1830 ; bénitier du XIIe siècle ; porte en accolade surmontée d'un blason aux dauphins et fleurs de lys (souvenir de Charles VII ?). Une croix d'autel en bronze doré a été offerte par l’impératrice Eugénie.
- La chapelle de Francheville est du XIIe siècle. Ses murs ont 1,20 m d'épaisseur. Elle fait partie du domaine de la Chapelle où elle a longtemps servi d'étable. Une visite prieurale en 1614 nous apprend que la cloche de cette chapelle fut transportée à Baugy « du temps des troubles ». Un bénitier du XIIe siècle en pierre de Celles a été placé dans l'église de Brécy. Dans cette chapelle figure aussi un écusson qui surmonte une porte latérale aux armes de Pierre Dumont, commandeur des Bordes en 1537 : d'or à la croix ancrée de sable, au chef de la Religion. Elle était sous le vocable de saint Jean. La cloche sous l'auvent du pignon a échappé aux fondeurs iconoclastes de la Révolution. Elle porte la date de 1751 avec une inscription faisant connaître que ce sont les seigneuries de Sery et des Bordes qui ont fourni le parrain et la marraine, et que le frère Léonard d'Alfred était prieur de cette commanderie à cette date.
- Le manoir au lieu-dit de Guilly : c'est un manoir au toit de type Mansart, qui date des XVIIe et XVIIIe siècles - Famille Ducray.
- Le château des Ecorcelles datant du XIXe siècle ainsi que ses communs typiques du Berry datant du XVIe siècle. Inscrit au patrimoine rural du Berry et situé sur les hauteurs de Guilly, ce château fait partie des proprietés de la famille la Combe de Blanchelande.
- Le manoir d'Aigrefeuille à Brécy : les bâtiments - logis, granges, étables et écuries - de la ferme-manoir d'Aigrefeuille (en partie du XVIe siècle), maison du bailli Jean Chenu - actuellement dans la famille Gourdin- dont un bâtiment est aménagé en gîte rural. Ce fief fut habité de 1685 jusqu'en 1721 par des Rigault, seigneurs d'Aigrefeuille.
- Le manoir du Chat botté : Route de Bourges, près de l'ancien relais de La Poste reconstruit en partie au XXe siècle, le manoir appartient à la famille Lyon – XXe siècle.
- Le château de Brécy à Brécy
- La ferme de La Fauconnière et son pigeonnier à Francheville, des XVIe et XVIIe siècles.
- La ferme de la Croix : se situe à Brécy, route de Sainte-Solange. C'est une maison de maître et divers bâtiments des XVIIIe et XIXe siècles - Famille Gangneron.
- Le presbytère (fin du XVIIe siècle), devenu « espace Aupetit », la grande maison Ferrand jouxtée de belles écuries aux frontons sculptés (XIXe s.) et les anciennes maisons Billon, Girard, Faucard… bâtisses des XIXe et XXe siècles ayant eu vocation au commerce et au négoce.

### Personnalités liées à la commune
- Le roi Charles VII qui séjourna au château de Brécy à plusieurs reprises.
- Jean Chenu, bailli de Brécy, né à Bourges le 29 décembre 1559. Avocat, il avait suivi longtemps les audiences du Parlement de Paris où le maréchal de La Châtre l'avait chargé de suivre ses nombreuses affaires. Il avait publié de très importants ouvrages de droit. Au moment du procès de Jacquette Saddon, il avait 57 ans et était donc en peine possession de son savoir et de son expérience judiciaire. Il est mort le 16 décembre 1627 laissant deux filles, Mesdames Gaudon et de Bengy.
- Frère Alfred Stanke, dit le Franciscain de Bourges, est venu régulièrement rendre visite au domaine de Prouziers à son ami Edme Boiché, ancien résistant et ancien conseiller municipal de Bourges.
- Le général Paul Gangneron, saint-cyrien, résistant de l'ORA et du mouvement Turma Vengeance, ancien déporté lors de la Deuxième Guerre mondiale.
- Louis Derthal, pseudonyme de Renée Cottron Ferragu, romancière dont les nombreux ouvrages sont conservés à la bibliothèque de Bourges. Elle habitait une maison à l'orée du bois de Francheville, juste avant le château d'eau de la commune. Elle s'y était installée avec son mari géomètre. Ils reposent tous les deux au cimetière de Saint-Ambroix.
- René Millet, maire de Brécy dès 1953 et conseiller général du canton des Aix-d'Angillon, agriculteur, fondateur de l'Étoile Sportive de Brécy. On lui doit aussi le Foyer rural.

### Héraldique
|  | Les armoiries de Brécy se blasonnent ainsi : D'argent à la croix ancrée alésée de gueules, cantonnée en chef de deux arbres de sinople fûtés de sable, au lion d'or brochant, au chef d'azur chargé d'épis de blé couchés à senestre et liés d'or. |